# حركة أوزبكستان الإسلامية
حركة أوزبكستان الإسلامية (بالأوزبكية: Ўзбекистон исломий ҳаракати/Oʻzbekiston islomiy harakati)‏‎ هي حركة جهادية إسلامية تأسست في عام 1998 وقام بتأسيسها محمد طاهر يولداشيف، والمظلي السوفيتي السابق جمعة نامانجاني وكلاهما من أصول أوزبكية من منطقة وادي فرغانة، نشأت الحركة في الأساس بهدف إسقاط الرئيس إسلام كريموف من أوزبكستان، وإنشاء دولة إسلامية في ظل الشريعة الإسلامية. ومع ذلك في السنوات اللاحقة، أعلنت نفسها كحليف لـ «القاعدة» و«طالبان». وبايعت أمير المؤمنين الملا محمد عمر. في منتصف عام 2015، أعلنت قيادتها علناً الولاء للدولة الإسلامية بالعراق والشام، وأعلنت الحركة أنها جزءًا من أحد أفرعها الإقليمية وإحدى ولايات الدولة الإسلامية.

## خلفية
خلال الحقبة السوفيتية، تم قمع الإسلام في آسيا الوسطى رسميًا حيث تم إغلاق المساجد، وتم قطع جميع روابط الصلة مع العالم الإسلامي الكبير. انتهت هذه العزلة بالحرب السوفيتية الأفغانية (1979-1989)، عندما أرسل آلاف المجندين من آسيا الوسطى السوفيتية لمحاربة المجاهدين الأفغان. عاد العديد من هؤلاء المجندين إلى أوطانهم متأثرين بالحماسة الإسلامية لخصومهم.

### العدالة (1991–1992)
أحد هؤلاء الجنود أرسل للقتال في أفغانستان كان المظلي الأوزبكي جومابوي أحمد زانوفيتش خوجاييف (1969). في أعقاب الحرب، عاد خوجاييف إلى مسقط رأسه في نامانجان في وادي فرغانة بأوزبكستان وأتخذ خوجايف اسما مستعارا وهو جمعة نمنكاني وأصبح مرتبطًا أسمه محلياً مع الفقيه طاهر يولداشيف (مواليد 1967)، في فترة عدم الاستقرار الأولي التي أعقبت الاستقلال المفاجئ لأوزبكستان في عام 1991، أسس يولديشيف وخوجاييف جماعة سلفية إسلامية في نامانجان والتي أطلقوا عليها اسم Adolat (العدل).
سيطرت حركة العدالة التي تم تأسيسها على السلطة المدنية في نامانجان وسرعان ما أقامت الحركة درجة من النظام والأمن من خلال فرض الشريعة الإسلامية، التي تم إنفاذها بكل حزم من قبل كوادر «حركة العدالة» الأهلية. في البداية تم التسامح مع الرئيس إسلام كريموف الذي تم تنصيبه حديثا، وأصبح حركة العدالة أكثر حزما بمرور الزمن، وبلغت ذروتها في مطالبة كريموف بفرض الشريعة في جميع أنحاء أوزبكستان. ومع ذلك، وبحلول عام 1992، نجح كريموف في ترسيخ سلطته في طشقند، وكان قويا بما فيه الكفاية لحظر حركة العدالة واستعادة السيطرة على منطقة وادي فرغانة- وهي منطقة تعتبر معقلاً إسلامياً كبيراً ومن أكثرالمناطق التزاماً بالإسلام في آسيا الوسطى، ويبدو هذا في سفر أكبر عدد من الناس سنوياً للحج من هذا الجزء، الذي ينتشر الحجاب بين نسائه أكثر من أي مكان في المنطقة.

### الحرب الأهلية الطاجيكية (1992-1997)
هرباً من الإعتقال، فر يولداشيف وخوجاييف إلى طاجيكستان، حيث كانت الحرب الأهلية مستعرة في أعقاب انقلاب دموي ناجح بقيادة إيمومالي رحمانوف في وقت سابق من عام 1992. الحرب الأهلية جعلت قوات رحمونوف الشيوعية الجديدة ضد تحالف ضعيف ورخو من الديمقراطيين والإسلاميين المعروف باسم المعارضة الطاجيكية الموحدة (UTO). وكان يقودها، سعيد عبد الله نوري، الذي حظى بشعبية كبيرة وهو أحد مؤسسي حزب النهضة الإسلامي في طاجيكستان (IRPT) الذي تميز بنمط معتدل وديمقراطي وليس تياراً جهادياً.